# La Neuveville-devant-Lépanges
La Neuveville-devant-Lépanges är en kommun i departementet Vosges i regionen Grand Est (tidigare regionen Lorraine) i nordöstra Frankrike. Kommunen ligger i kantonen Bruyères som tillhör arrondissementet Épinal. År 2022 hade La Neuveville-devant-Lépanges 502 invånare.

## Befolkningsutveckling
Antalet invånare i kommunen La Neuveville-devant-Lépanges
| Referens: INSEE |